# Absinth

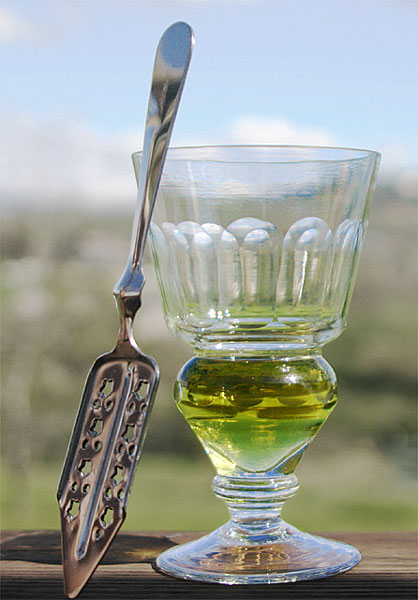
Reservoirglas mit natürlich gefärbtem Absinth und Absinthlöffel

Absinth, auch Absinthe genannt, gehört zu den Wermutspirituosen und ist ein alkoholisches Getränk, das traditionell aus Wermutkraut, Anis, Fenchel, einer je nach Rezeptur unterschiedlichen Reihe weiterer Kräuter sowie Alkohol hergestellt wird.
Die meisten Absinthmarken sind grün, daher wird Absinth auch „Die grüne Fee“ (französisch La fée verte) genannt. Der Alkoholgehalt liegt üblicherweise zwischen 45 und 89 Volumenprozent und ist demnach dem oberen Bereich der Spirituosen zuzuordnen. Aufgrund der Verwendung bitter schmeckender Kräuter, insbesondere von Wermut, gilt Absinth als Bitterspirituose, obwohl er nicht unbedingt bitter schmeckt.
Absinth wurde ursprünglich im 18. Jahrhundert im Val de Travers im heutigen Schweizer Kanton Neuenburg (République et Canton de Neuchâtel) als Heilmittel hergestellt. Große Popularität fand diese Spirituose, die traditionell mit Wasser vermengt getrunken wird, in der zweiten Hälfte des 19. und dem frühen 20. Jahrhundert in Frankreich. Zu den berühmten Absinth-Trinkern zählten Charles Baudelaire, Paul Gauguin, Vincent van Gogh, Ernest Hemingway, Edgar Allan Poe, Arthur Rimbaud, Aleister Crowley, Henri de Toulouse-Lautrec und Oscar Wilde.
Auf dem Höhepunkt seiner Popularität stand das Getränk in dem Ruf, durch seinen Thujon-Gehalt abhängig zu machen und schwere gesundheitliche Schäden hervorzurufen. Ab 1915 war das Getränk in einigen europäischen Staaten und in den USA verboten. Moderne Studien haben keine Schädigung durch Absinthkonsum über die Wirkung von Alkohol hinaus nachweisen können; die damals festgestellten gesundheitlichen Auswirkungen werden heute auf die schlechte Alkoholqualität und die hohen konsumierten Mengen zurückgeführt. Seit 1998 ist Absinth in den meisten europäischen Staaten wieder erhältlich; auch in der Schweiz sind seit 2005 Herstellung und Verkauf wieder erlaubt.

## Inhaltsstoffe

### Verwendete Kräuter
Außer Wermut (Artemisia absinthium) enthält in Frankreich und der Schweiz hergestellter Absinth Anis, teilweise ersetzt durch den preisgünstigeren Sternanis, Fenchel, Ysop, Zitronenmelisse und pontischen Wermut. Varianten verwenden auch Angelika, Kalmus, Origanum dictamnus, Koriander, Veronica, Wacholder, Muskat und verschiedene weitere Kräuter. Wermut, Anis und Fenchel machen den typischen Geschmack des Absinths aus. Die übrigen Gewürze dienen der geschmacklichen Abrundung. Die grüne Farbe, die viele Absinthsorten aufweisen, stammt vom Chlorophyll in pontischem Wermut, Ysop, Melisse und Minze.

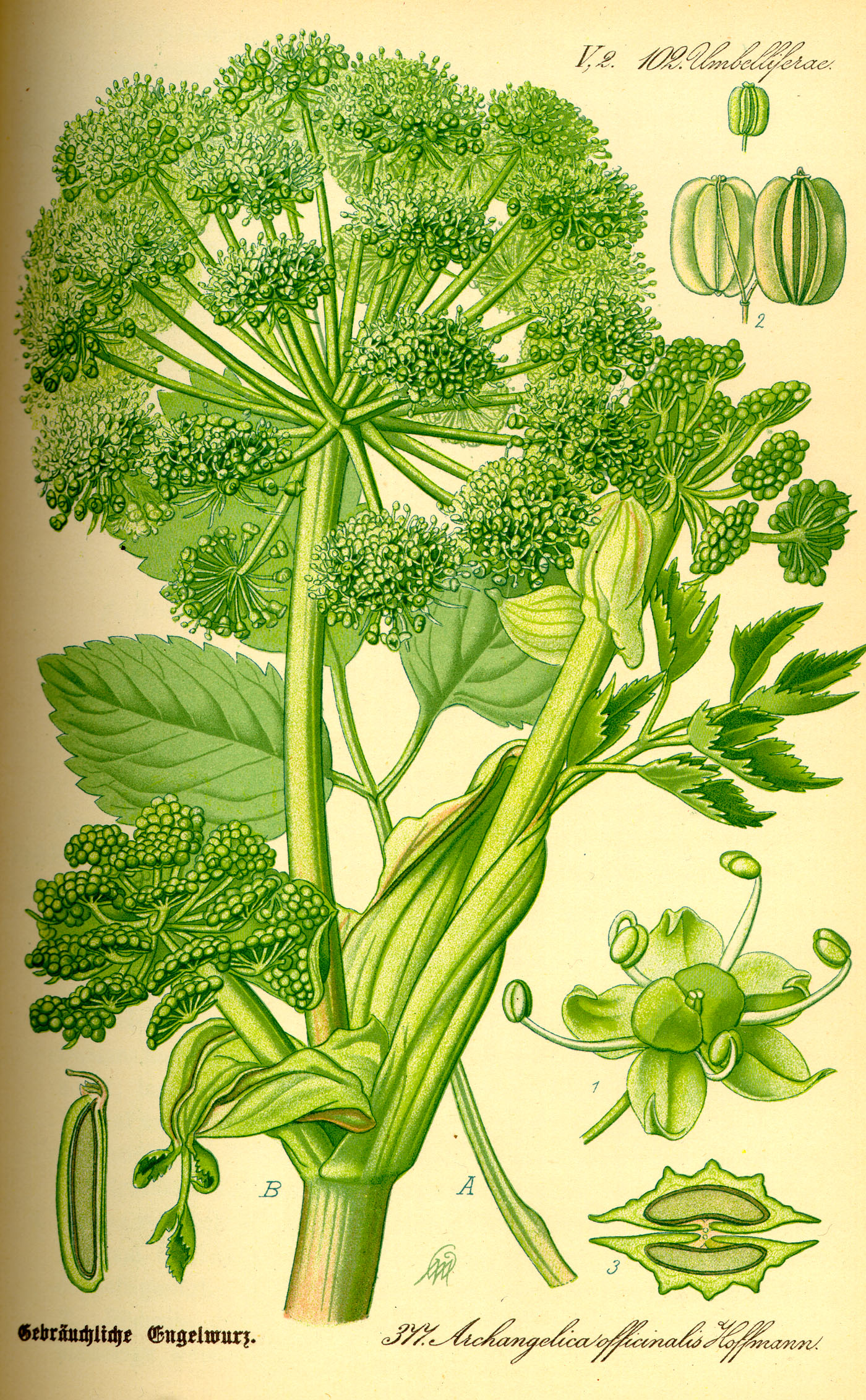
Angelika
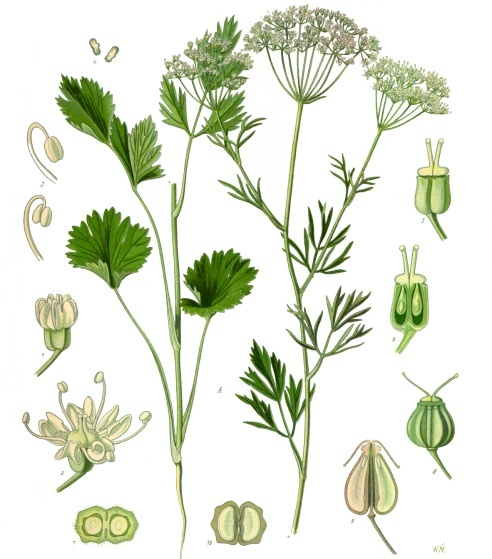
Anis
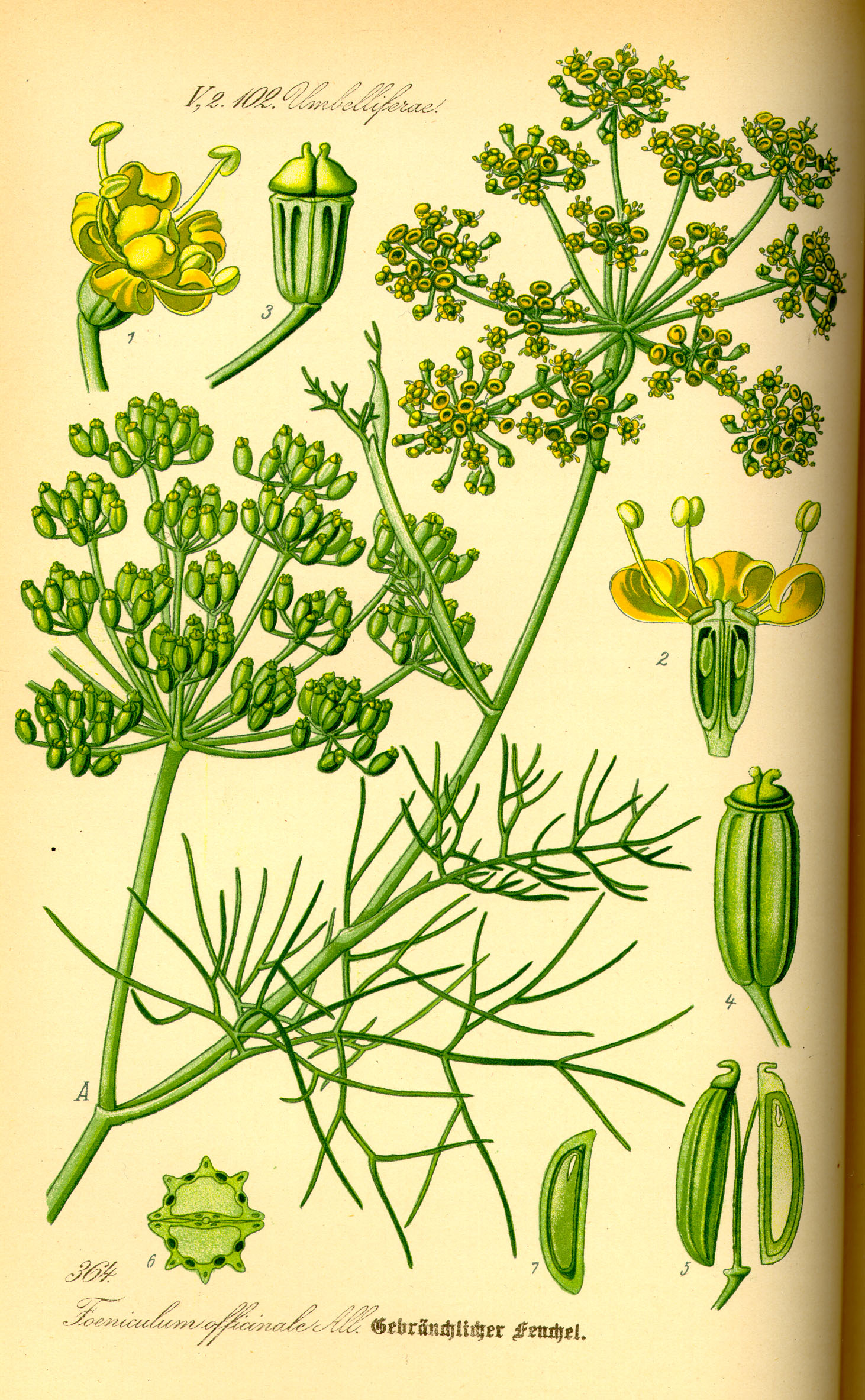
Fenchel
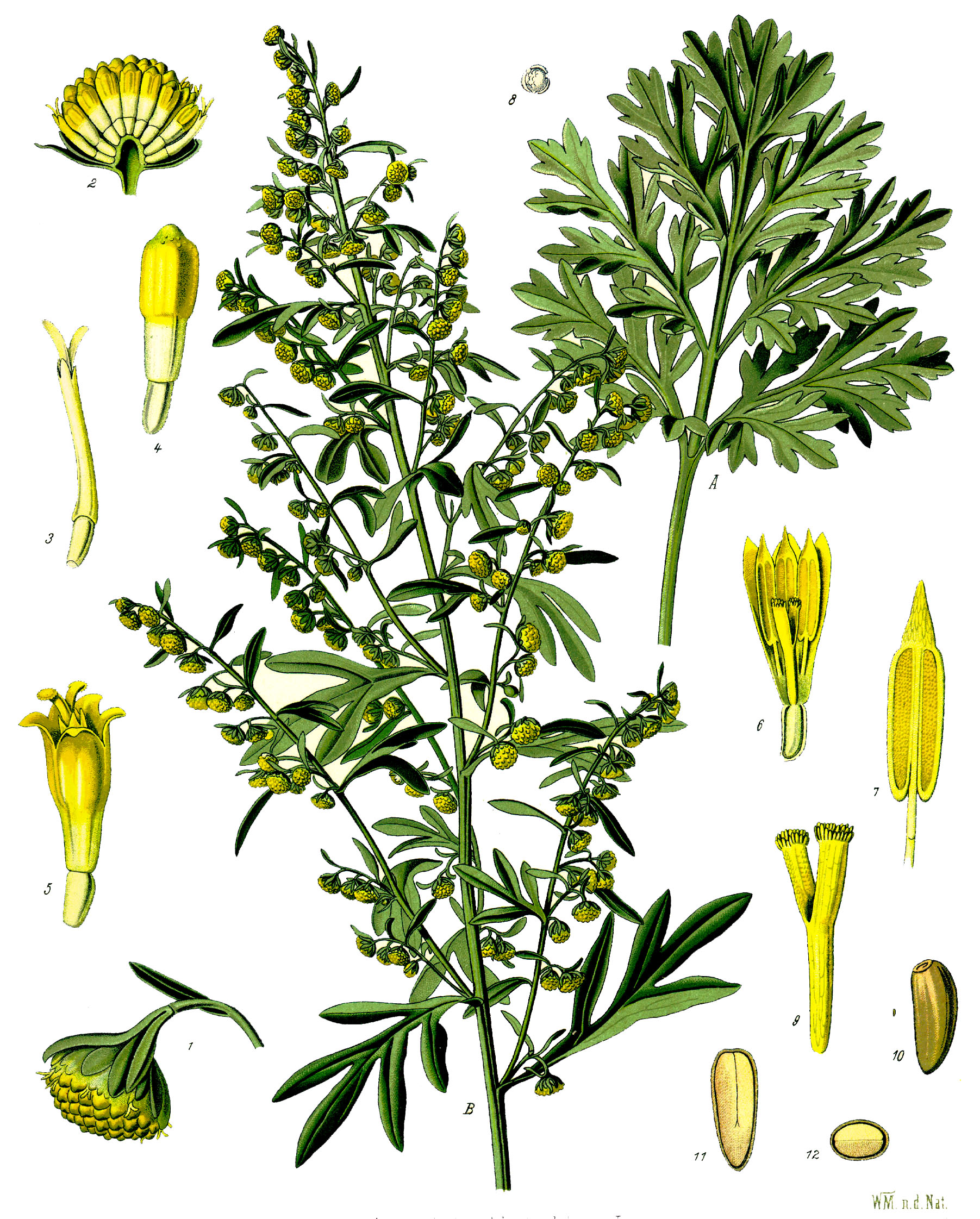
Wermutkraut

### Thujon

Strukturformel des Inhaltsstoffs Thujon

Thujon ist ein Bestandteil des ätherischen Öls des Wermuts, das für die Absinthherstellung verwendet wird. Die schädlichen Auswirkungen, die während des Höhepunkts der Absinth-Popularität im 19. Jahrhundert in Frankreich zu beobachten waren und zu denen unter anderem Schwindel, Halluzinationen, Wahnvorstellungen, Depressionen, Krämpfe, Blindheit sowie geistiger und körperlicher Verfall gehörten, wurden auf diese Substanz zurückgeführt. Thujon ist ein Nervengift, das in höherer Dosierung Verwirrtheit und epileptische Krämpfe (Konvulsionen) hervorrufen kann. Aus diesem Grund wurde in der Europäischen Union der Thujongehalt in alkoholischen Getränken begrenzt (10 mg/kg in alkoholischen Getränken und bis zu 35 mg/kg in aus Artemisia-Arten hergestellten alkoholischen Getränken.)
Die insbesondere in Tierexperimenten des 19. Jahrhunderts beobachtete konvulsive Wirkung des Absinths wird heute auf eine Blockierung von GABAA-Rezeptoren und eine Desensibilisierung von Serotonin-5-HT3-Rezeptoren durch Thujon zurückgeführt. Es ist jedoch inzwischen widerlegt, dass die im Absinth enthaltene Thujonmenge ausreicht, um in diesem Maße pharmakodynamisch zu wirken. Als Ursache oder wesentlicher Faktor eher wahrscheinlich ist der im Absinth enthaltene Alkohol. Auch ein möglicher gemeinsamer Wirkmechanismus mit dem Cannabis-Wirkstoff Tetrahydrocannabinol über eine Aktivierung von Cannabinoid-Rezeptoren konnte nicht bestätigt werden. Eine in der Clubszene und in den Medien proklamierte euphorisierende und aphrodisierende Wirkung heutiger Absinthe kann anhand dieser experimentellen Daten nicht auf die in diesen Getränken enthaltene Thujondosis zurückgeführt werden.
Der Absinth des 19. Jahrhunderts hatte entgegen früheren Berichten, die von bis zu 350 Milligramm je Liter sprachen, im Wesentlichen keinen höheren Thujongehalt als die heutigen reglementierten Absinthe. In einer Untersuchung von Absinthen auf Basis historischer Rezepte und Prozesse und von 1930 hergestelltem Absinth konnten nur Thujonmengen von unter 10 mg/kg nachgewiesen werden. Der Thujongehalt kann jedoch höher liegen, wenn Wermutauszüge oder Wermutöle zugesetzt werden. Die Absinthe werden auf diese Weise jedoch sehr bitter.

### Alkohol

Strukturformel des Inhaltsstoffs Ethanol

Der Alkoholgehalt historischer Absinthe lag zwischen 45 und 78 %. In diesem Bereich befinden sich mit wenigen Ausnahmen auch die heute erhältlichen Absinthsorten. Absinth ist aber auch mit einem Alkoholgehalt von bis zu 90 % erhältlich. Wegen des hohen Alkoholgehalts wird Absinth in der Regel verdünnt getrunken.
Historisch belegt sind drei Qualitätsgrade, die sich vor allem an dem Alkoholgehalt orientierten. Der „Absinthe Ordinaire“ oder „Absinthe Commune“ war im Frankreich des späten 19. und frühen 20. Jahrhunderts ein Absinth mit 40–45 %. Ein „Absinthe Demi Fine“ besaß 50 %. Ein „Absinth Fine“ oder „Absinthe Suisse“ wurde mit einem höheren Alkoholgehalt von 70–73 % abgefüllt (Suisse verweist also nicht auf das Herstellungsland). Zudem gab es die Kategorisierung „Absinthe Supérieure“ oder auch „Extra Supérieure“. Dies bezog sich vor allem auf den Sachverhalt, dass der Absinth ausschließlich mit Pflanzen grün eingefärbt wurde. Denn zu dieser Zeit gab es bereits minderwertige Absinth-Hersteller, die ihre Absinthe teilweise mit giftigem Kupfersulfat künstlich grün färbten. Klassischerweise hatten die Qualitäts-Absinthe „Supérieure“ einen Alkoholgehalt von 65–68 %. Bei diesem hohen Alkoholgehalt wurde die natürlich grüne Farbe des Absinths gut konserviert.
Rückblickend wird heute nicht mehr Thujon, sondern der Alkoholgehalt des Absinths als die vorrangige Ursache des im 19. und Anfang des 20. Jahrhunderts verbreiteten Absinthismus angesehen. 1914 lag die von erwachsenen Franzosen pro Kopf konsumierte reine Alkoholmenge bei jährlich 30 Litern. Im Vergleich dazu führt heute (2013, laut WHO) Moldau mit 18,22 Litern reinem Alkohol pro Erwachsenem weltweit die Statistiken des Alkoholkonsums an. Die Symptome des Absinthismus unterscheiden sich nicht von denen eines chronischen Alkoholmissbrauchs (Alkoholismus).

### Andere Inhaltsstoffe
Ein zusätzliches Problem des Absinths des 19. Jahrhunderts war, dass der verwendete Alkohol oft minderwertig war und viel Amylalkohol und andere Fuselöle enthielt. Auch Methanol, das Schwindel, Kopfschmerzen und Übelkeit bewirkt und als Spätfolge Erblindung, Schüttellähmung oder bei einer Überdosis den Tod nach sich zieht, war im damaligen Absinth enthalten. Um dem Absinth seine charakteristische Farbe zu verleihen, wurden bisweilen Zusatzstoffe wie Anilingrün, Kupfersulfat, Kupferacetat und Indigo zugesetzt. Ebenso wurde Antimontrichlorid hinzugefügt, um den Louche-Effekt (die milchige Trübung des sonst klaren Getränks, wenn es mit Wasser verdünnt oder sehr stark gekühlt wird) hervorzurufen. Jedoch lagen die in historischen Proben gefundenen Konzentrationen potenzieller Schadstoffe wie Pinocamphon, Fenchon, Alkoholverunreinigungen, Kupfer- und Antimon-Ionen in einem für den Rückschluss auf Absinthismus unverdächtigen Bereich.

## Herstellung
Bei der Herstellung werden Wermut, Anis und Fenchel in Neutralalkohol oder Weinalkohol mazeriert (eingeweicht) und anschließend destilliert. Die Destillation trägt dazu bei, die starken Bitterstoffe des Wermuts abzutrennen. Diese sind weniger flüchtig als die Aromastoffe und bleiben bei der Destillation zurück. Andernfalls wäre das Ergebnis unangenehm bis ungenießbar bitter. Eine unverhältnismäßige Bitterkeit bei Absinth kann ein Indiz dafür sein, dass bei der Produktion auf die Destillation ganz oder teilweise verzichtet wurde, bei der Herstellung Wermutextrakte verwendet wurden und es sich um minderwertigen beziehungsweise unechten Absinth handeln könnte.

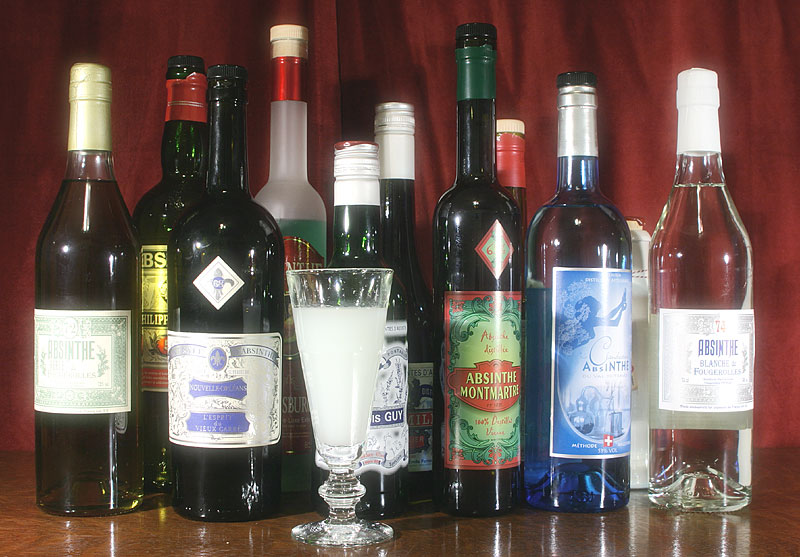
Sortiment moderner Absinthe

Das Destillat kann mit Kräutern wie Pontischem Wermut, Melisse und Ysop eingefärbt werden. Die Färbung durch Kräuter trägt zum geschmacklichen Gesamtbild des Endprodukts bei. Sie stellt hohe Ansprüche an die Fertigkeiten des Herstellers bei der Auswahl der Färbekräuter, ihrem quantitativen Verhältnis und der Dauer der Färbung. Bei altem Absinth kann sich die Färbung des Getränks von einem ursprünglich leuchtenden Grün in ein gelbliches Grün oder Braun wandeln, da sich das Chlorophyll zersetzt. Sehr alte Absinthe sind gelegentlich bernsteinfarben. Klarer Absinth, auch „Blanche“ oder „La Bleue“ genannt, ist typisch für den in illegalen Destillerien in der Schweiz hergestellten Absinth. Der Verzicht auf die normalerweise für Absinth typische Färbung erleichterte den heimlichen Verkauf in Zeiten, in denen Absinth in der Schweiz verboten war.
Heute wird Absinth häufig hergestellt, indem Absinthessenz in hochprozentigen Alkohol gegeben wird. Erst ab der gehobenen Mittelklasse werden klassische Produktionsmethoden wie die Mazeration angewandt. Einige der heute hergestellten Absinthe werden mit Lebensmittelfarbe gefärbt. Es handelt sich auch dabei meist um minderwertige Absinthe mit einem vereinfachten Produktionsprozess, der den Absinth wichtiger geschmacklicher Nuancen beraubt. Neben der „Grünen Fee“ gibt es auch rot, schwarz oder blau gefärbten Absinth. Diese für Absinth ungewöhnliche Färbung geschieht vor allem aus Marketinggründen.

## Geschichte

### Herkunft des Namens
„Absinth“ ist die Eindeutschung des französischen absinthe, das ursprünglich „Wermut“ bedeutete. Es geht über lateinisch absinthium zurück auf altgriechisch ἀψίνθιον apsinthion, was ebenfalls den Wermut bezeichnete.

### Wermut als Heilmittel
Wermut gehört zur Gattung Artemisia (Beifuß), deren Vertreter in den gemäßigten Klimazonen der nördlichen Hemisphäre wachsen. Viele Arten dieser duftenden und häufig insektenabwehrenden Pflanzen haben eine lange Tradition als Heilpflanze. Hinweise auf die Verwendung von Beifuß-Arten zu Heilzwecken finden sich bereits im Papyrus Ebers, der Texte aus der Zeit von 3550 bis 1550 vor Christus enthält. Auch das Alte Testament nimmt an mehreren Stellen Bezug auf die Bitterkeit der Artemisia-Kräuter. In deutschen Ausgaben werden die Pflanzen meist mit „Wermut“ übersetzt, obwohl es sich um andere Arten der Gattung Artemisia handelt. 2007 haben deutsche Forscher in einer Doppelblind-Studie herausgefunden, dass Wermut eine „signifikante Verbesserung“ bei Patienten mit Morbus Crohn bringe.
Für die Entstehung des Absinths ist die Verwendung von Artemisia-Kräutern in Tinkturen und Extrakten von Bedeutung. Sie wird schon von Theophrast und Hippokrates erwähnt. Wermutabkochungen in Wein wurden von Hildegard von Bingen als Entwurmungsmittel empfohlen. Wermutweine, bei denen Wermutblätter gemeinsam mit Trauben vergoren werden, sind für das 16. Jahrhundert belegt. Sie standen in dem Ruf, besonders wirksame Magenmittel zu sein.

### Die Entstehung des Absinths

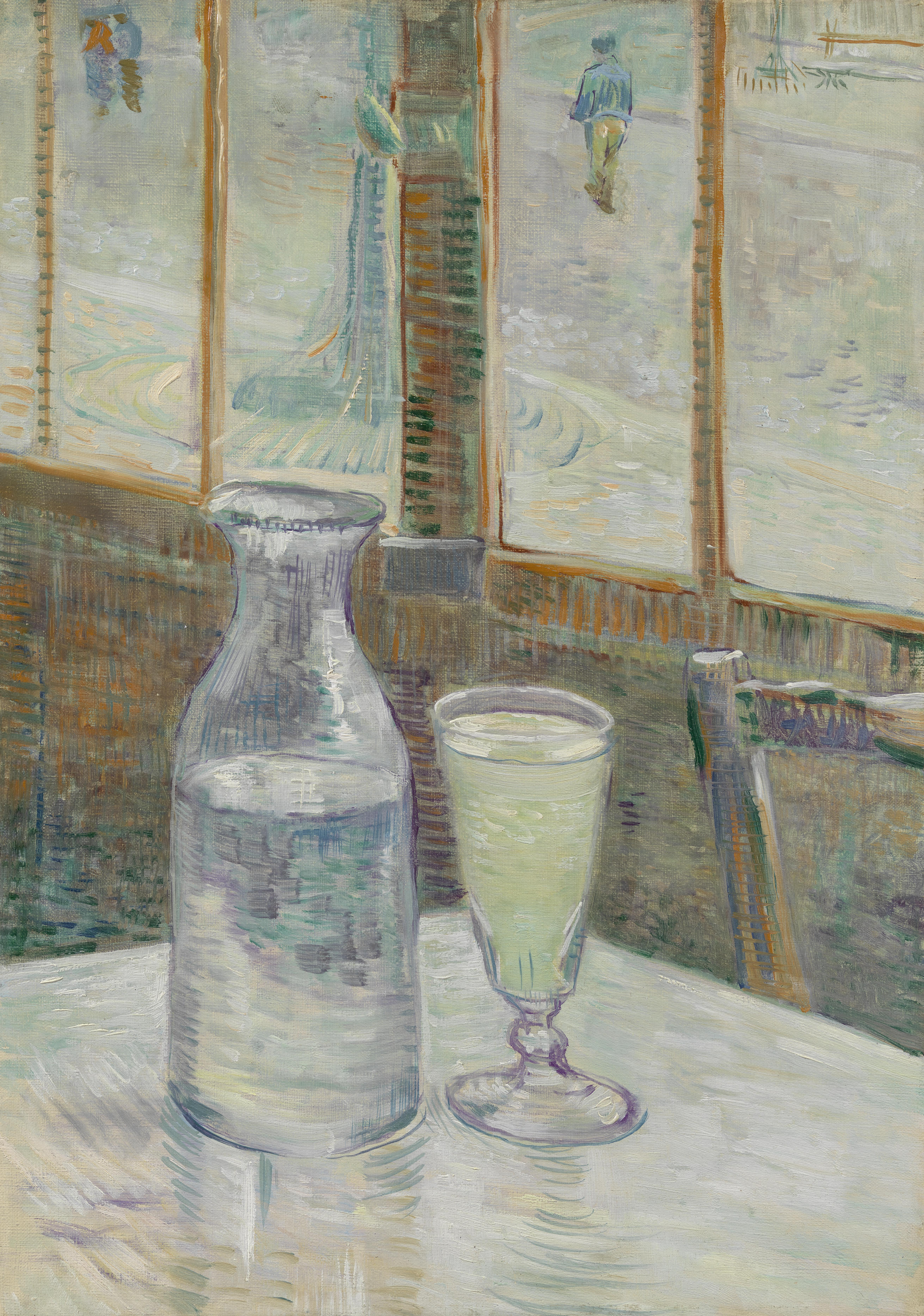
Vincent van Gogh, Cafétisch mit Absinth, 1887

Das Rezept für Absinth ist in der zweiten Hälfte des 18. Jahrhunderts im Val-de-Travers des heutigen schweizerischen Kantons Neuenburg (Neuchâtel) entstanden. Für diese Gegend ist der Konsum von Wein, der mit Wermut versetzt wurde, ab 1737 belegt. Während der ursprüngliche Herstellungsort gesichert ist, werden je nach Quelle unterschiedliche Personen als Urheber der ursprünglichen Rezeptur genannt. Der aus politischen Gründen in das preußische Fürstentum geflohene französische Arzt Pierre Ordinaire, der in Couvet als Landarzt praktizierte, soll einen selbst hergestellten „élixir d’absinthe“ bei seinen Patienten verwendet haben. Nach seinem Tod gelangte das Rezept an die gleichfalls in Couvet ansässige Familie Henriod, die es als Heilmittel deklarierte und über Apotheken verkaufte. Nach anderen Quellen wurde ein Absinthelixir in der Familie Henriod bereits länger hergestellt – ein Wermutelixier sei schon um die Mitte des 18. Jahrhunderts von einer Henriette Henriod destilliert worden. Auch die mit dem Gastwirt Henry-Francois Henriod verheiratete heilkundige Suzanne-Marguerite Motta, „Mutter Henriod“ genannt, wird als Urheberin der Originalrezeptur genannt. Helmut Werner hat in seiner Geschichte des Absinths die These aufgestellt, dass Pierre Ordinaire auf Basis seiner medizinischen Erfahrung lediglich den Herstellungsprozess eines Familienrezeptes der Henriod-Familie optimierte und auf größere Mengen auslegte.
Gesichert ist, dass 1797 ein Major Dubied die Rezeptur von einem Mitglied der Familie Henriod erwarb und mit seinem Sohn Marcellin und seinem Schwiegersohn Henri Louis Pernod eine Absinth-Brennerei gründete. Anfänglich wurden täglich nur 16 Liter produziert, und der größte Teil der Produktion ging ins nahe gelegene Frankreich. Um die umständlichen Zollformalitäten zu umgehen, verlegte Henri Louis Pernod im Jahre 1805 die Destillerie ins französische Pontarlier und produzierte dort anfangs täglich 400 Liter. Sein Erfolg zog das Entstehen einer Reihe weiterer Absinthbrennereien sowohl in Frankreich als auch im Fürstentum Neuenburg nach sich.

### Verwendung von Absinth durch Militärärzte
1830 besetzte Frankreich Algerien. Die unzureichenden sanitären Einrichtungen führten regelmäßig zu Epidemien unter den französischen Soldaten, die von Militärärzten unter anderem mit einer Mischung aus Wein, Wasser und Absinth bekämpft wurden. Bereits die ersten Schiffe, die nach Algerien übersetzten, hatten Fässer mit Absinth an Bord. Die Soldaten erhielten tägliche Absinthrationen, weil man hoffte, auf diese Weise sowohl die Auswirkungen von schlechtem Trinkwasser als auch die Malaria bekämpfen zu können. Auf die Absinthproduktion zeigte dies deutliche Auswirkungen. Die Firma Pernod steigerte ihre Produktion auf täglich 20.000 Liter, und ihr Konkurrent Berger gründete eine Absinthbrennerei in der Nähe von Marseille, um die Transportwege nach Algerien zu verkürzen.
Aus Algerien zurückkehrende Soldaten machten Absinth in ganz Frankreich bekannt. Populär wurde das Getränk insbesondere in Paris, wo die Kriegsheimkehrer Absinth regelmäßig in den späten Nachmittagsstunden in den Cafés genossen.

### Veränderte Trinkgewohnheiten und der Erfolg des Absinths

Édouard Manet: Der Absinthtrinker, 1859

Bereits um 1860 war die „grüne Stunde“, die „heure verte“ im Alltagsleben französischer Metropolen etabliert. Absinthtrinken zwischen 17 und 19 Uhr galt als chic. Zu seinem Ruf als zeitgemäßes Getränk der späten Nachmittagsstunden trugen auch die zahlreichen Trinkrituale bei. Auf den Tischen der Bars und Cafés der Pariser Boulevards standen häufig hohe Wasserbehälter mit mehreren Hähnen. Ein Absinthtrinker platzierte einen der spatelförmigen und gelochten oder geschlitzten Absinthlöffel auf sein Glas und legte darauf ein Stück Zucker. Dann drehte er einen der Hähne des Wasserbehälters auf, wodurch mit etwa einem Tropfen pro Sekunde Wasser auf den Löffel herabtropfte. Jeder Tropfen gezuckerten Wassers, der in das darunter stehende Absinthglas fiel, hinterließ im Absinth eine milchige Spur, bis schließlich ein Mischungsverhältnis erreicht war, das dem Getränk insgesamt eine milchig-grünliche Färbung verlieh.
Marie-Claude Delahaye gilt in Frankreich als die Historikerin, die sich am intensivsten mit der Geschichte des Absinths auseinandergesetzt hat. In einem Interview mit Taras Grescoe wies sie darauf hin, dass Absinth in mehrfacher Hinsicht eine Neuerung in den französischen Trinkgewohnheiten darstellte. Erstmals tranken Franzosen ein alkoholhaltiges Getränk in größeren Mengen, dessen Geschmack wesentlich von Kräutern bestimmt war und das mit Wasser verdünnt wurde. Absinth war gleichzeitig die erste hochprozentige Spirituose, die Frauen, die nicht zur Halbwelt gehörten, in der Öffentlichkeit konsumieren konnten. Bereits um die Mitte des 19. Jahrhunderts hatte Absinth sich als Getränk der Bohème etabliert.

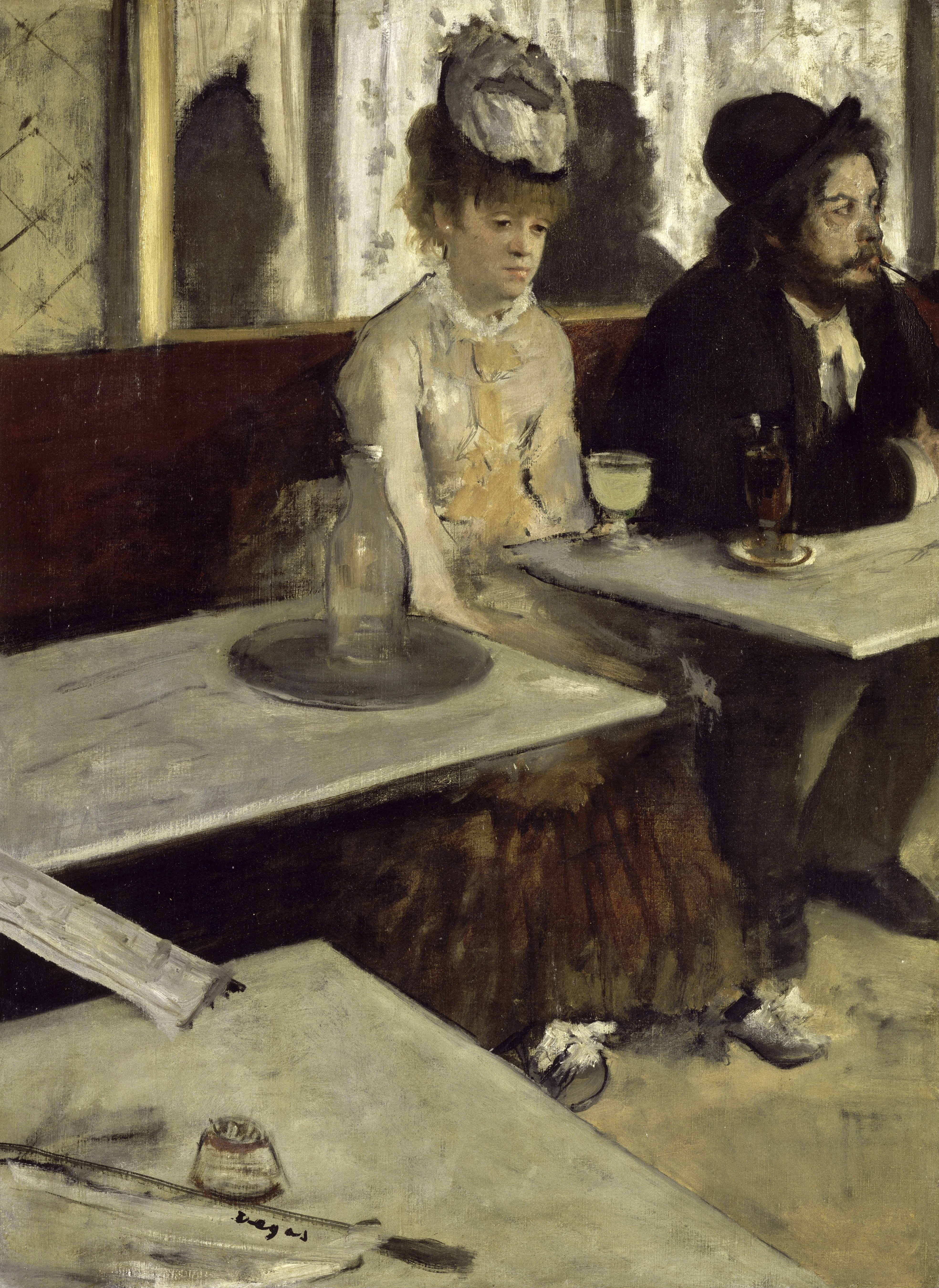
Edgar Degas: Der Absinth, 1876

Absinth war ein verhältnismäßig preisgünstiges Getränk, das selbst nach der Besteuerung durch die französische Regierung preisgünstiger blieb als Wein. Es ließ sich außerdem mit billigem Alkohol aus Zuckerrüben oder Getreide produzieren, und ein einzelnes Glas Absinth konnte wegen seiner Verdünnung mit Wasser über Stunden die Berechtigung erkaufen, in einer der Bars auszuharren. Mit etwa drei Sous pro Glas konnten sich nicht nur Künstler dieses Getränk erlauben, sondern auch Arbeiter. Für viele von ihnen wurde es zur Gewohnheit, nach Beendigung ihrer Arbeit in eine der Bars einzukehren und Absinth zu trinken. Angesichts beengter Wohnverhältnisse und eines sehr geringen Freizeitangebots war die Einkehr in eine Bar eine der wenigen Unterhaltungsmöglichkeiten. Daraus erklärt sich, dass es in Paris zur Wende des 20. Jahrhunderts 11,5 Kneipen je 1000 Einwohner gab. 1912 betrug der Jahreskonsum von Absinth in Frankreich 221,9 Mio. Liter.

### Absinth als Getränk der Künstler und Literaten
Absinthgenuss wird bis heute mit der französischen Kunstszene dieser Zeit verbunden. So schreiben Hannes Bertschi und Marcus Reckewitz: „Es scheint, als sei die gesamte europäische Elite der Literatur und der bildenden Künste im Absinthrausch durch das ausgehende 19. und beginnende 20. Jahrhundert getorkelt.“ Vereinsamte, heruntergekommene Absinthtrinker waren immer wieder Motive der damaligen Malerei und der Literatur. Édouard Manets Gemälde Der Absinthtrinker, das um 1859 entstand, erregte mit dem Sujet eines verwahrlosten Alkoholikers großen Anstoß und wurde vom Auswahlkomitee des Pariser Salons abgelehnt. Die literarische Vorlage zu dem Gemälde war ein Gedicht von Charles Baudelaire, der selbst Absinth in großen Mengen konsumierte und so versuchte, durch Syphilis verursachte Schmerzen und Schwindelgefühle zu bekämpfen. Weitere frühe Darstellungen sind die Karikaturen Le premier verre, le sixième verre von Honoré Daumier und L’Èclipse von André Gill. Edgar Degas’ Gemälde Der Absinth von 1876 zeigt ein sich nicht mehr wahrnehmendes, apathisch nebeneinander sitzendes Paar in einer der französischen Bars.

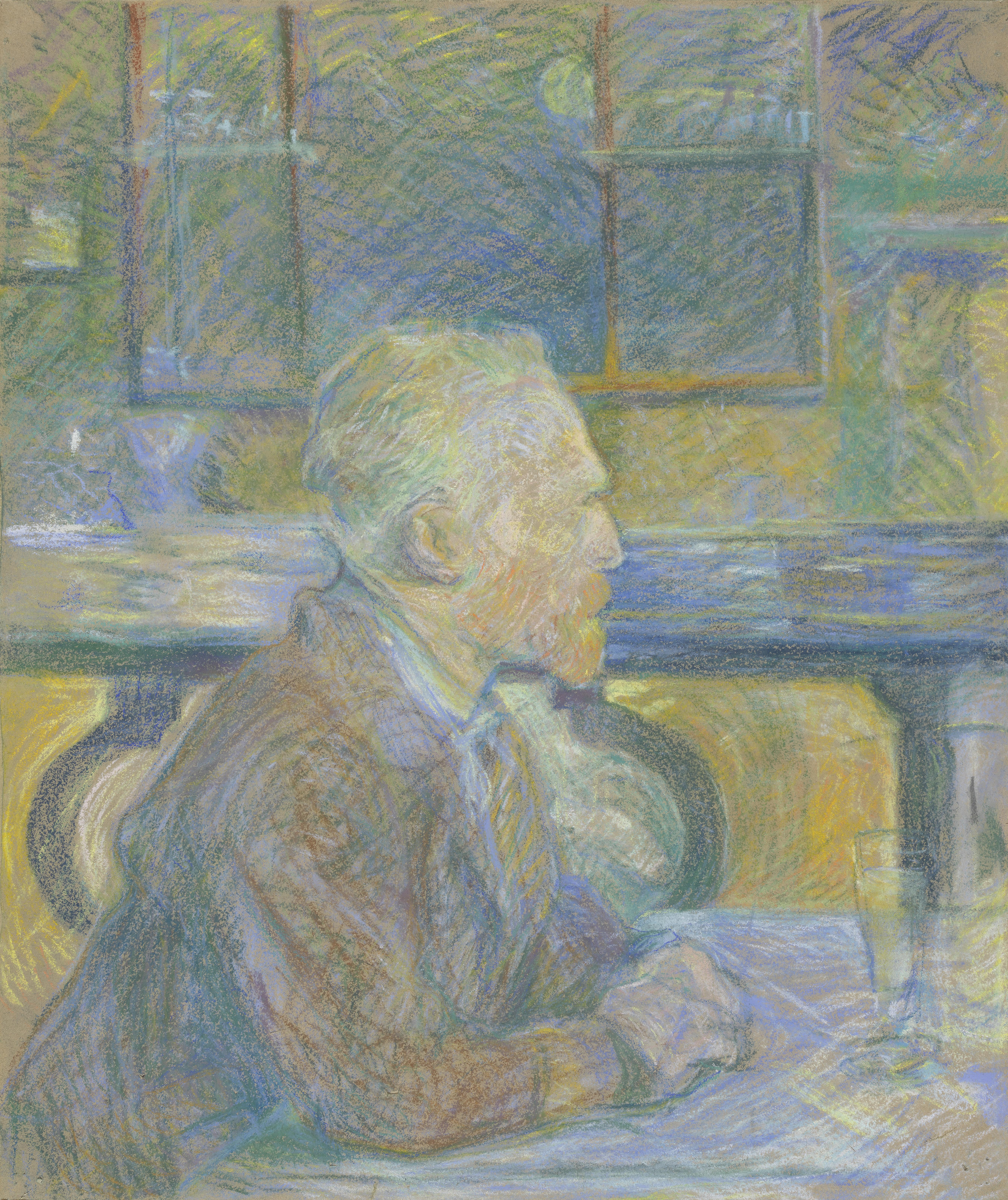
Porträt Vincent van Goghs von Henri Toulouse-Lautrec, 1887

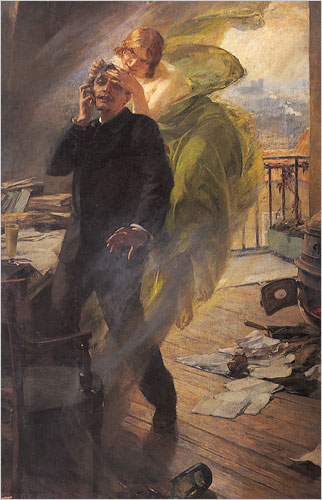
Albert Maignan: Die Grüne Muse, 1895

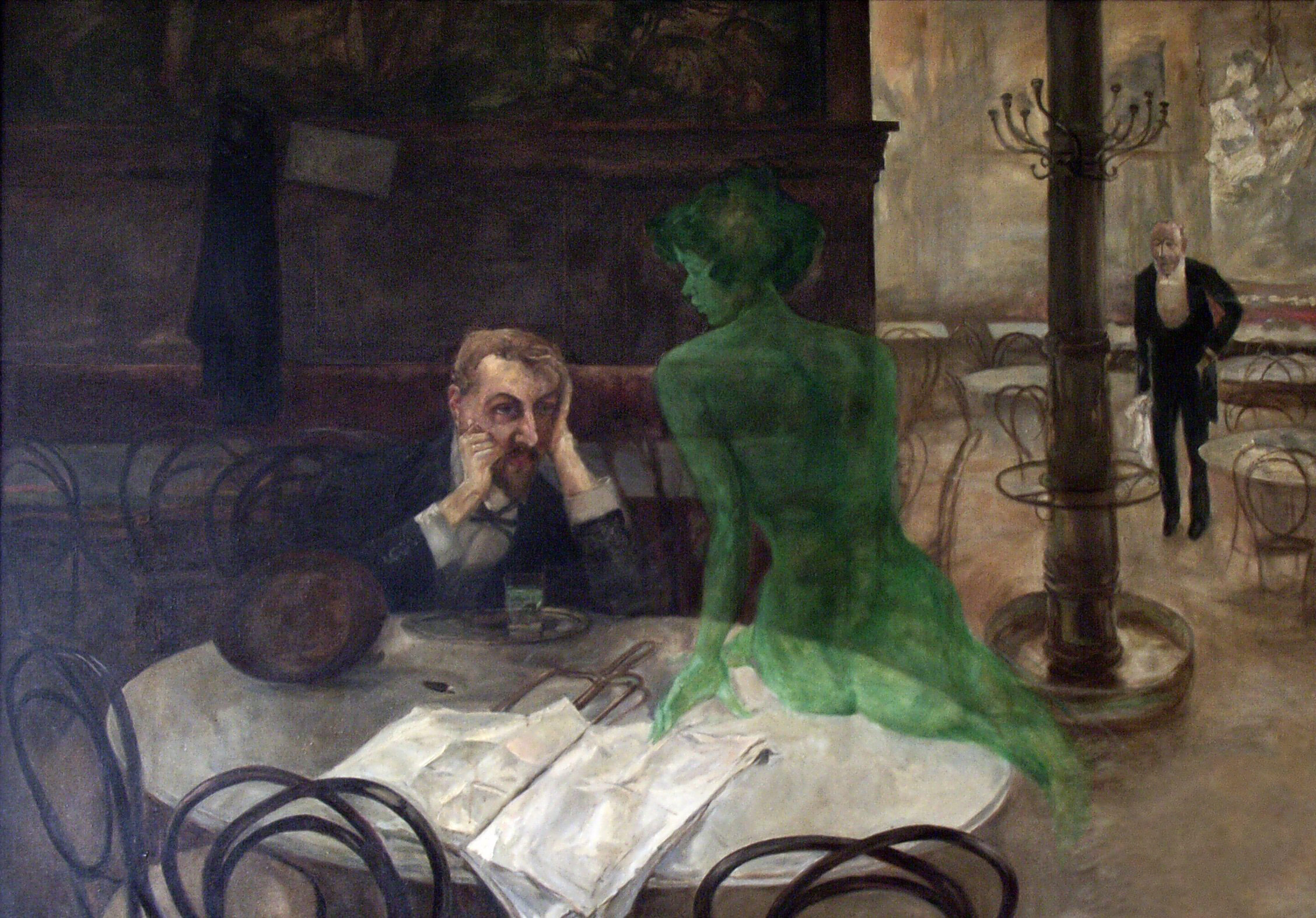
Viktor Oliva: Der Absinthtrinker, 1901

Neben Camille Pissarro und Alfred Sisley gehörte auch Henri Toulouse-Lautrec zu den bekannten Absinthtrinkern, der seinen Malerkollegen Vincent van Gogh 1887 in einem Café mit einem Glas Absinth porträtierte. Im selben Jahr entstand dessen Stillleben mit Absinth. Ein Beleg für die Verbreitung des Getränkes außerhalb von Paris ist sein in Arles entstandenes Gemälde Nachtcafé an der Place Lamartine, das ebenso wie Paul Gauguins Dans un café à Arles Barbesucher beim Absinthkonsum zeigt. Zu Beginn des 20. Jahrhunderts wählte Pablo Picasso wiederholt Absinthtrinker als Motiv. Neben verschiedenen Bildern seiner Blauen Periode, wie zum Beispiel Buveuse assoupie aus dem Jahr 1902, entstand 1911 das kubistische Gemälde Das Glas Absinth und 1914 eine Skulptur mit gleichem Titel. Ebenfalls aus dieser Zeit stammen die Bilder Der Absinthtrinker des tschechischen Malers Viktor Oliva sowie The Absinthe Drinker des irischen Künstlers William Orpen.
Beispiele für Absinth in der Literatur sind À Rebours von Joris-Karl Huysmans, Lendemain von Charles Cros und Comédie de la Soif von Arthur Rimbaud. Dieser wurde am 10. Juli 1873 von seinem betrunkenen Liebhaber Paul Verlaine angeschossen, was möglicherweise auf übermäßigen Absinthkonsum zurückzuführen ist. Oscar Wilde beschrieb Absinth mit den poetischen Worten: „Absinthe has a wonderful color, green. A glass of absinthe is as poetical as anything in the world.“ Zugleich gab er zu bedenken:
„Nach dem ersten Glas sieht man die Dinge so, wie man sie gern sehen möchte. […] Am Ende sieht man die Dinge so, wie sie sind, und das ist das Entsetzlichste, das geschehen kann.“
Auch wenn die Darstellungen in Kunst und Literatur häufig explizit Absinth nennen, spiegeln sich in den Gemälden und Romanen die alkoholbedingten Probleme einer Gesellschaft, in der traditionell Wein konsumiert wurde und hochprozentige Alkoholika bis zur Einführung von Absinth verhältnismäßig selten genossen wurden. Rund 100 Jahre zuvor hatte ein sprunghaft angestiegener Branntweinkonsum in Großbritannien vergleichbare soziale Probleme geschaffen und war nur durch gesetzliche Maßnahmen wieder auf verträglichere Maße rückführbar gewesen.

### Absinthgegner
Bereits um das Jahr 1850 wurden Sorgen über die Folgen des Langzeit-Absinth-Konsums laut. Dieser führe zu Absinthismus. Als Symptome galten Abhängigkeit, Übererregbarkeit und Halluzinationen. Nachdem Émile Zolas 1877 veröffentlichter Roman L’assommoir (dt. Der Totschläger) auf die gravierenden sozialen Folgen des Alkoholismus aufmerksam gemacht hatte, hatten eine Reihe von Antialkoholikervereinigungen versucht, Absinth verbieten zu lassen – verschiedentlich gemeinsam mit den Weinproduzenten. 1907 gingen 4000 Demonstranten in Paris unter dem Slogan „Tous pour le vin, contre l’absinthe“ (Alle für den Wein und gegen den Absinth) auf die Straße. Wein galt im Frankreich jener Zeit als gesundes Getränk und Grundnahrungsmittel. „Absinth macht kriminell, führt zu Wahnsinn, Epilepsie und Tuberkulose und ist verantwortlich für den Tod tausender Franzosen. Aus dem Mann macht Absinth ein wildes Biest, aus Frauen Märtyrerinnen und aus Kindern Debile, er ruiniert und zerstört Familien und bedroht die Zukunft dieses Landes“, zitiert Barnaby Conrad in seiner Geschichte des Absinths die damaligen Kritiker. Auch Zola beschrieb in seinem einflussreichen Roman Schnaps als ein menschenverderbendes Getränk, Wein dagegen als das Recht des Arbeiters. Unterstützung fand diese Sichtweise auch bei Medizinern. Alkoholismus war in Frankreich erstmals in den 1850er Jahren wissenschaftlich beschrieben worden. Französische Mediziner hatten um 1900 bei den billigen Absinthmarken, die im kalten Auszugsverfahren hergestellt wurden, besonders viele Schadstoffe festgestellt. Auch aus ihrer Sicht war Absinth das erste Getränk, das verboten werden sollte.

### Ein Mord und das Absinthverbot
Ein spektakulärer Mordfall im August des Jahres 1905 in der Waadtländer Gemeinde Commugny, der europaweit ausführlich in den Medien dargestellt wurde, war der letzte Anstoß, Herstellung und Verkauf von thujonhaltigen Getränken in den meisten europäischen Ländern und den USA gesetzlich zu verbieten.
Der Weinbergarbeiter Jean Lanfray war starker Alkoholiker, der bis zu fünf Liter Wein pro Tag trank. An dem Tag, an dem er seine schwangere Frau, seine zweijährige Tochter Blanche und seine vierjährige Tochter Rose in einem Wutanfall ermordete, hatte er neben Wein auch Branntwein sowie zwei Gläser Absinth zu sich genommen. In der Verbotsdebatte, an der sich auch Weinproduzenten lebhaft beteiligten, konzentrierte man sich auf den Absinthgenuss, der dem Mord vorausgegangen war. In Belgien nahm man den Vorfall zum Anlass, noch im selben Jahr Absinth zu verbieten. In der Schweiz wurde das Absinth-Verbot aufgrund einer Volksinitiative, bei der sich am 5. Juli 1908 63,5 Prozent der abstimmenden männlichen Bevölkerung dafür aussprachen, in die Verfassung aufgenommen. Das Verbot trat am 7. Oktober 1910 in Kraft. In Frankreich ließ man sich mit dem Verbot bis 1914 Zeit. Ob sich das Verbot von Absinth positiv auf die französische Volksgesundheit auswirkte, lässt sich nicht mehr feststellen. Mangelnde Gesundheitsstatistiken und die Zäsur des Ersten Weltkriegs verhindern entsprechende Analysen.
Zu den heutigen EU-Ländern, die sich dem Absinth-Verbot zu Beginn des 20. Jahrhunderts nicht anschlossen, zählten lediglich Spanien und Portugal. Auch in Großbritannien, wo Absinth im 19. Jahrhundert nur ein Nischendasein fristete, blieb zumindest der Verkauf erlaubt. Das Verbot des Absinths führte in Frankreich zu einer wachsenden Popularität des Absinthsubstituts Pastis, für dessen Herstellung kein Wermut verwendet wird, das aber ebenfalls mit Wasser verdünnt in den Nachmittagsstunden genossen wird.

### Die Schweiz: Brennereien im Untergrund

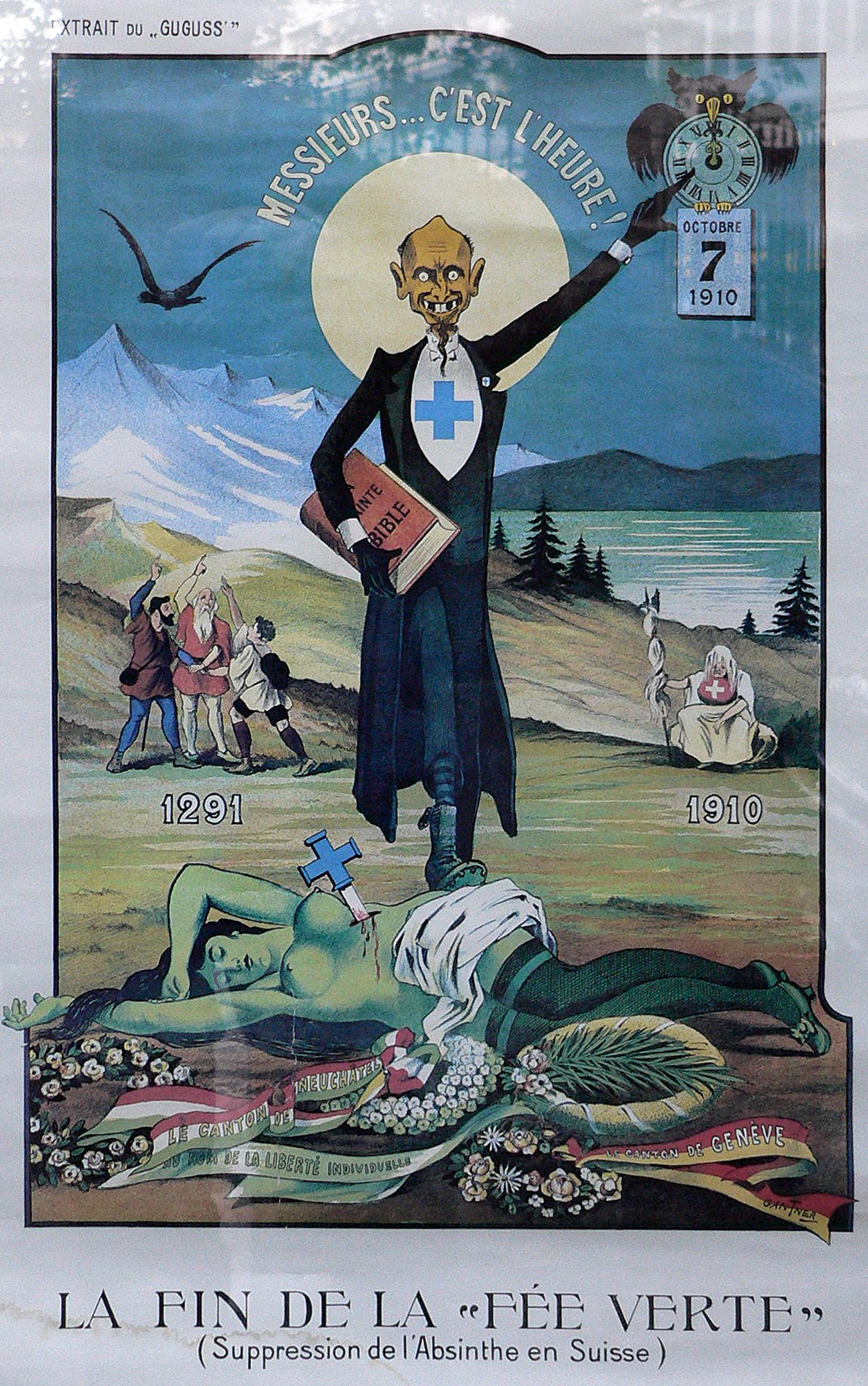
Satirisches Plakat von Albert Gantner gegen das Absinthverbot in der Schweiz aus der Zeitschrift Guguss, 1910

Nach dem französischen Verbot verlegte die Firma Pernod, einer der größten französischen Absinth-Hersteller, ihre Absinth-Produktion zunächst nach Spanien, konzentrierte sich aber dann auf die Herstellung von Anis-Schnäpsen. Das Val-de-Travers dagegen, das ursprüngliche Herstellungsgebiet, litt stärker unter dem Verbot. Über ein Jahrhundert hatte man in dem eher ärmlichen Tal vom Wermutanbau, dem Verkauf des getrockneten Krauts sowie der Absinth-Destillation gelebt. Nach dem Verbot ließ die Schweizer Regierung die Wermut-Felder unterpflügen. Die Destillation wurde jedoch heimlich weitergeführt – die Einwohner des Tales legen Wert darauf, auf eine 250-jährige ununterbrochene Geschichte der Absinth-Produktion verweisen zu können.
Die Zahl der Destillerien, die im Val-de-Travers illegal Absinth herstellten, schätzen Interviewpartner des Autors Taras Grescoe zu Beginn des 21. Jahrhunderts auf etwa sechzig bis achtzig. Ähnlich wie den illegal gebrannten Moonshine der USA, den norwegischen Hjemmebrent oder den irischen Poteen, umgibt auch den illegalen Schweizer Absinth eine reiche Folklore. Berthe Zurbuchen, eine Berühmtheit des Val-de-Travers, die achtzig Jahre lang illegal Absinth brannte und in einem Schauprozess in den 1960er Jahren zu 3000 Franken Strafzahlung verurteilt wurde, soll ihren Richter nach dem Urteilsspruch gefragt haben, ob sie sofort zahlen solle oder erst, wenn er das nächste Mal vorbeikäme, um sich seine wöchentliche Flasche abzuholen. Nach der Verurteilung strich sie ihr Haus demonstrativ absinthgrün. Im Jahr 1983 servierte man anlässlich eines Staatsbesuchs dem französischen Präsidenten François Mitterrand ein mit Absinth glasiertes Soufflé. Für den Restaurantbesitzer führte die demonstrative Verwendung des illegalen Absinths zu einer Hausdurchsuchung und einer viertägigen Gefängnisstrafe auf Bewährung. Der Vertreter des Kantons, Pierre-André Delachaux, der das absinthglasierte Soufflé angeregt hatte, entging nur knapp einem erzwungenen Rücktritt von seinem Amt und dem Ende seiner politischen Karriere.
Ab 2001 wurde im Val-de-Travers neben illegalem Absinth auch eine legale Absinth-Variante produziert. Dies war möglich, weil der Alkohol- und Thujongehalt soweit reduziert wurde, dass dieses Produkt laut Gesetz kein Absinth mehr war. Noch vor der Absinth-Legalisierung in der Schweiz am 1. März 2005 bemühte man sich, Absinth als intellektuelles Gut des Val-de-Travers unter dem IGP, dem „indication géographique protégée“ schützen zu lassen. Man ist dabei in direkter Konkurrenz zu den Nachbarn auf der französischen Seite der Grenze, die gleichermaßen versuchen, eine „appellation d’origine réglementée“ zu erhalten. Unabhängig davon, wer in diesem Wettstreit erfolgreich sein wird, könnten nach einer Verleihung nur noch solche Produkte die Bezeichnung Absinth tragen, die aus dieser Region des Jura stammen und bei deren Herstellung bestimmte Qualitätsstandards eingehalten wurden.

### Absinth als Modegetränk der späten 1990er Jahre
„Hätte man Gin und Vermouth anstatt des Absinth verboten … dann würden Sammler heute ein Vermögen für alte, konische Gläser zahlen und ehrfurchtsvoll Dorothy Parker und Dashiell Hammett über die narkotischen Qualitäten des berüchtigten Martinis zitieren.“

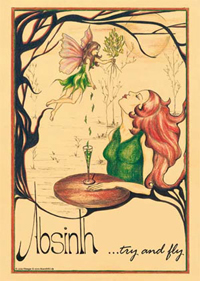
Zeitgenössische Illustration Absinth… try and fly, 2003

So schreibt Grescoe in seinem Essay Absinthe Suisse – One glass and You are Dead. Auch die im Internet verfügbaren Rezepte für die Heimherstellung von Absinth können als Indiz dafür gewertet werden, dass das Verbot zum Mythos dieses Getränks beigetragen hat. Für andere, einst populäre Getränke wie etwa Veilchen- oder Vanillelikör lässt sich keine auch nur annähernd vergleichbare Fülle an Rezepturen finden.
Eine breite öffentliche Wahrnehmung der Spirituose Absinth setzte ein, als ein auf alkoholische Getränke spezialisierter Importeur in den 1990er Jahren bemerkte, dass es in Großbritannien keine spezifische Gesetzgebung gab, die den Verkauf von Absinth untersagte. Hill’s Liquere, eine tschechische Brennerei, begann für den britischen Markt Hill’s Absinth herzustellen – ein Getränk, von dem Taras Grescoe behauptet, es wäre nichts anderes als ein hochprozentiger Wodka, den man mit Lebensmittelfarbe eingefärbt habe. Der beginnende Wiederausschank von Absinth wurde von einer Reihe von Artikeln in Lifestyle-Magazinen begleitet, die sich über seine gerne kolportierte halluzinogene und erotisierende Wirkung, das in vielen Ländern geltende Absinth-Verbot, van Goghs angeblich absinthinduzierte Selbstverstümmelung und die elaborierten Trinkrituale ausließen. Diese breite Medienabdeckung lässt sich auch in allen anderen europäischen Ländern beobachten, die in den Folgejahren den Ausschank von Absinth wieder erlaubten. Selbst Filme griffen Absinth als epochentypisches Ausstattungsmerkmal auf, so 1992 in Bram Stoker’s Dracula. 2001 berauscht sich Johnny Depp im Film From Hell auf seiner Jagd nach Jack the Ripper an Opium und smaragdgrünem Absinth. Beides gemeinsam schuf eine neue Nachfrage nach diesem Getränk, die Importeure und Brennereien länderspezifische Gesetzgebungen überprüfen ließ. In den Niederlanden ist der Verkauf von Absinth beispielsweise seit Juli 2004 wieder erlaubt, nachdem der Amsterdamer Weinhändler Menno Boorsma erfolgreich gegen das Verbot geklagt hatte.

### Anpassungen bestehender Gesetze
Klagen gegen ein Absinth-Verbot hatten in der EU generell keine große Aussicht auf Erfolg, da sowohl Spanien als auch Portugal die Absinth-Herstellung und den Verkauf erlaubten. Einige Länder wie etwa Belgien hoben ihr Absinthverbot mit dem Hinweis auf eine ausreichende EU-Gesetzgebung auf, ohne durch Klagen dazu gezwungen worden zu sein. In Deutschland, wo seit 1923 nicht nur die Herstellung von Absinth, sondern sogar die Verbreitung von Rezepten zur Herstellung verboten waren, trat das Absinthgesetz Ende 1981 außer Kraft, faktisch blieb die Rechtslage aber beinahe unverändert, da die Aromenverordnung die Verwendung von Wermutöl und Thujon weiterhin untersagte. Eine grundlegende Änderung trat 1991 ein, als die 1988 verfasste EU-Richtlinie zur Angleichung der Rechtsvorschriften der Mitgliedstaaten über Aromen zur Verwendung in Lebensmitteln in Kraft trat (88/388/EWG). Von nun an waren thujonhaltige Pflanzen und Pflanzenteile (bspw. Wermut) sowie Aromaextrakte aus diesen unter Einbehaltung von folgenden Thujon-Grenzwerten gestattet: 5 mg/l bei bis zu 25 Volumenprozent Alkohol, 10 mg/l bei darüber liegendem Alkoholgehalt und 35 mg/l in Bitterspirituosen. 1999 strich die Schweiz das 1910 in die Verfassung aufgenommene Absinth-Verbot. In den USA fiel das Verbot 2007 mit diversen Auflagen. Frankreich hob 2011 das seit 1915 geltende Absinth-Verbot auf.

## Trinkweisen und -rituale
Ähnlich den Anis-Spirituosen Pastis, Rakı oder Ouzo wird Absinth grundsätzlich nicht pur getrunken, sondern mit Wasser verdünnt. Die klare Flüssigkeit opalisiert dabei, das heißt, sie trübt sich milchig ein. Dieses Phänomen wird Louche-Effekt genannt. Ursache des Effekts ist die schlechte Wasserlöslichkeit des im Absinth enthaltenen ätherischen Öls Anethol. Die verschiedenen Trinkrituale, die sich rund um den Absinth entwickelt haben, werden französisches Trinkritual, Schweizer Trinkweise und tschechisches oder Feuerritual genannt. Ihnen allen ist eigen, dass der Absinth im Verhältnis zwischen 1:1 bis 1:5 mit Eiswasser vermischt wird. Die meisten Absinthtrinker wählen ein Mischungsverhältnis von mindestens 1:3.
Die Schweizer Trinkweise ist dabei die am wenigsten etablierte. Bei ihr werden lediglich zwei bis vier Zentiliter Absinth mit kaltem Wasser vermischt. Auf Zucker wird verzichtet, da die in der Schweiz getrunkenen Absinthe grundsätzlich weniger bitter waren als die französischen.
Das Feuerritual, auch tschechische Trinkweise genannt, ist historisch nicht mit dem Absinthkonsum verbunden. Es wurde in den 1990er Jahren von tschechischen Absinthproduzenten entwickelt, um den Genuss des Getränks attraktiver zu machen. Dazu werden ein bis zwei mit Absinth getränkte Würfelzucker auf einen Absinthlöffel gelegt und angezündet. Sobald der Zucker karamellisiert und Blasen wirft, werden die Flammen gelöscht und der Zucker erst dann in den Absinth gegeben. Geraten noch brennende Zuckerstücke in das Glas, besteht die Gefahr, dass sich der darin befindliche Absinth entzündet. Auch hier wird der Absinth in einem Verhältnis von 1:3 bis 1:5 mit Eiswasser vermischt.
Das französische Trinkritual ist dagegen eine historisch belegbare Tradition. Absinth wurde im 19. Jahrhundert bis hin zum Verbot zu Beginn des 20. Jahrhunderts in Frankreich auf diese Weise genossen. Ähnlich wie beim Feuerritual wird der Absinth mit Zucker getrunken. Dazu werden ein oder zwei Stück Würfelzucker auf einem Absinthlöffel platziert, und es wird sehr langsam kaltes Wasser über den Zucker gegossen oder geträufelt. Das Mischungsverhältnis liegt bei 1:3 bis 1:5.
Für das Hinzugeben des Wassers kann auf eine Absinthfontäne oder einen speziellen Glasaufsatz – das Brouille – zurückgegriffen werden. Bei einer Fontäne wird der Zucker auf dem Absinthlöffel durch einen dünnen Strahl aus den Fontänenhähnen aufgelöst. Das Brouille wird hingegen direkt auf das Absinthglas gesetzt, so dass der Absinth ohne Absinthlöffel zubereitet wird. Durch ein kleines Loch im Glasaufsatz strömt das Wasser in das darunter befindliche Absinthglas. Ein weiteres historisches Zubehör ist der Brouilleur Auto Verseur. Es handelt sich um eine Art Trichter, der auf das Absinthglas gesetzt wird. Dieser wird mit Wasser befüllt, welches dann über eine mechanische Wippe mit einem Tik-Tak Geräusch in das Glas fließt.

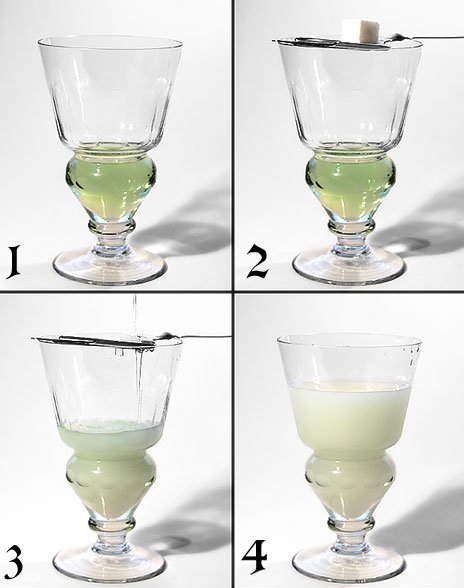
Illustration des französischen Trinkrituals
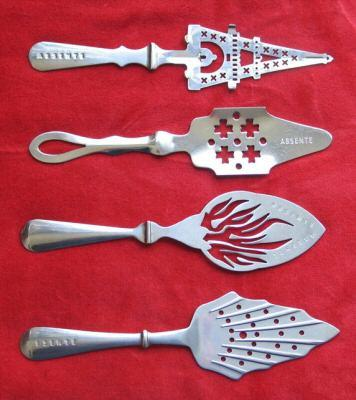
Verschiedene Absinthlöffel
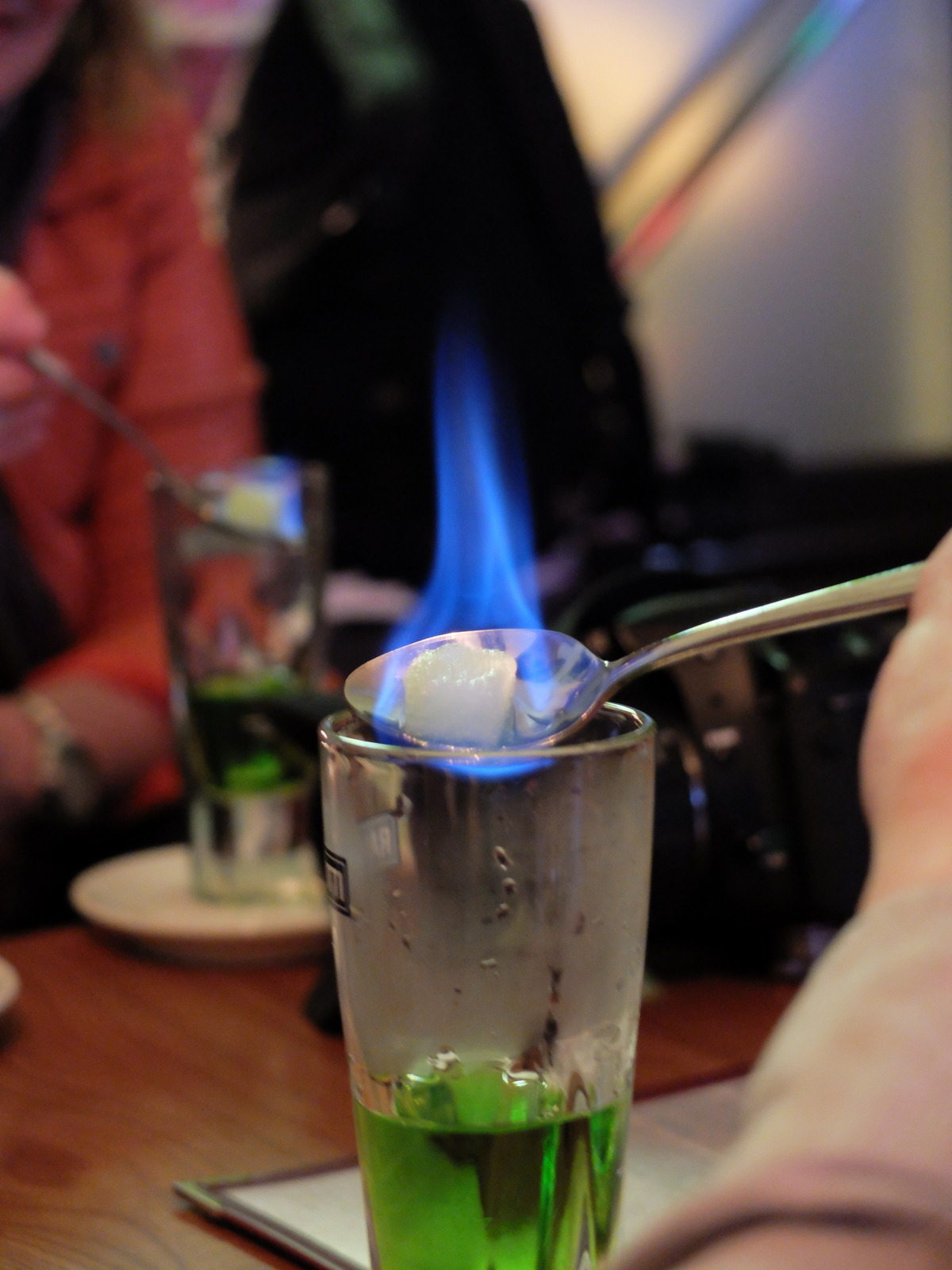
Feuerritual mit einfachem Löffel
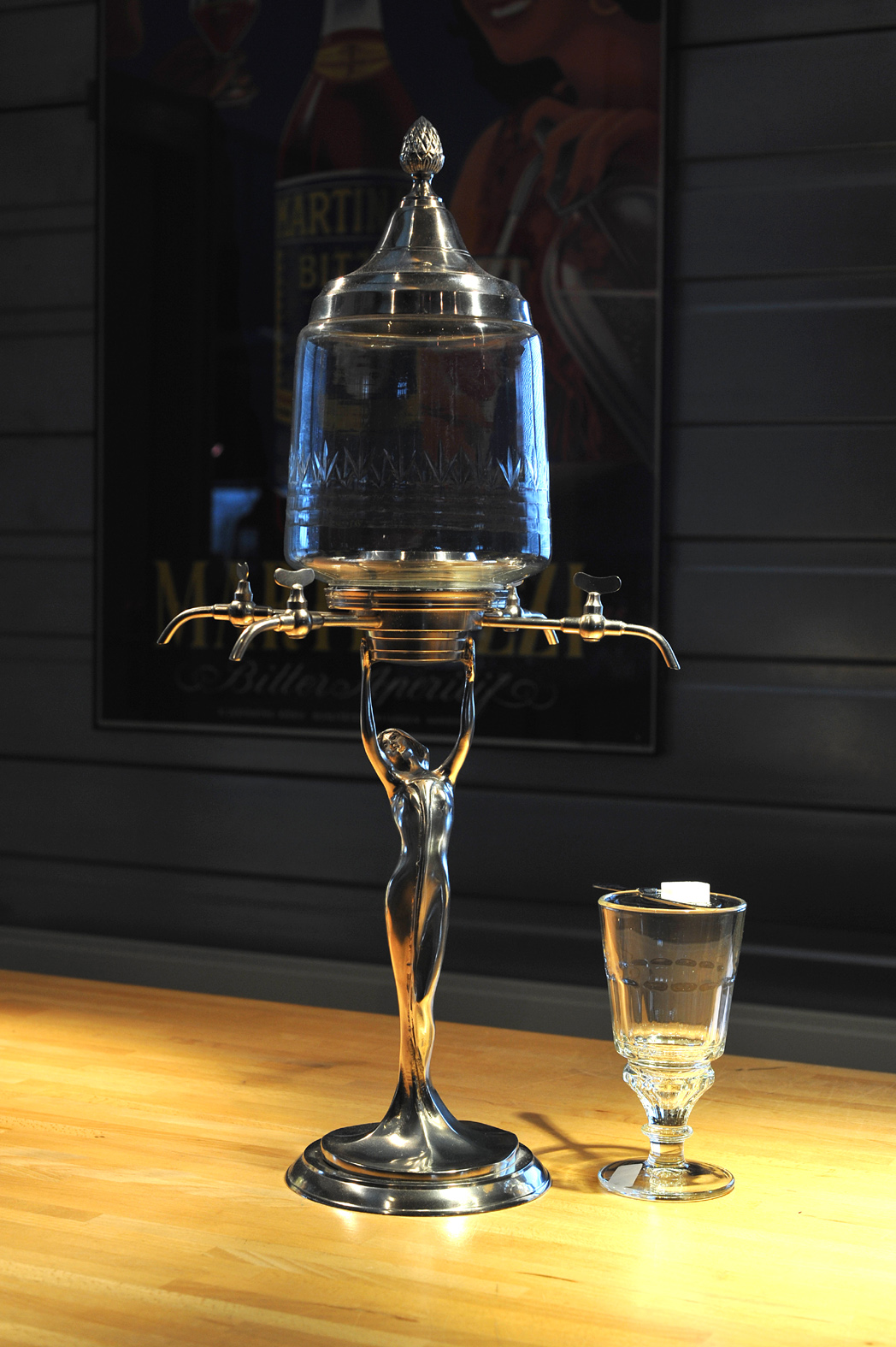
Absinthfontäne für vier Gläser
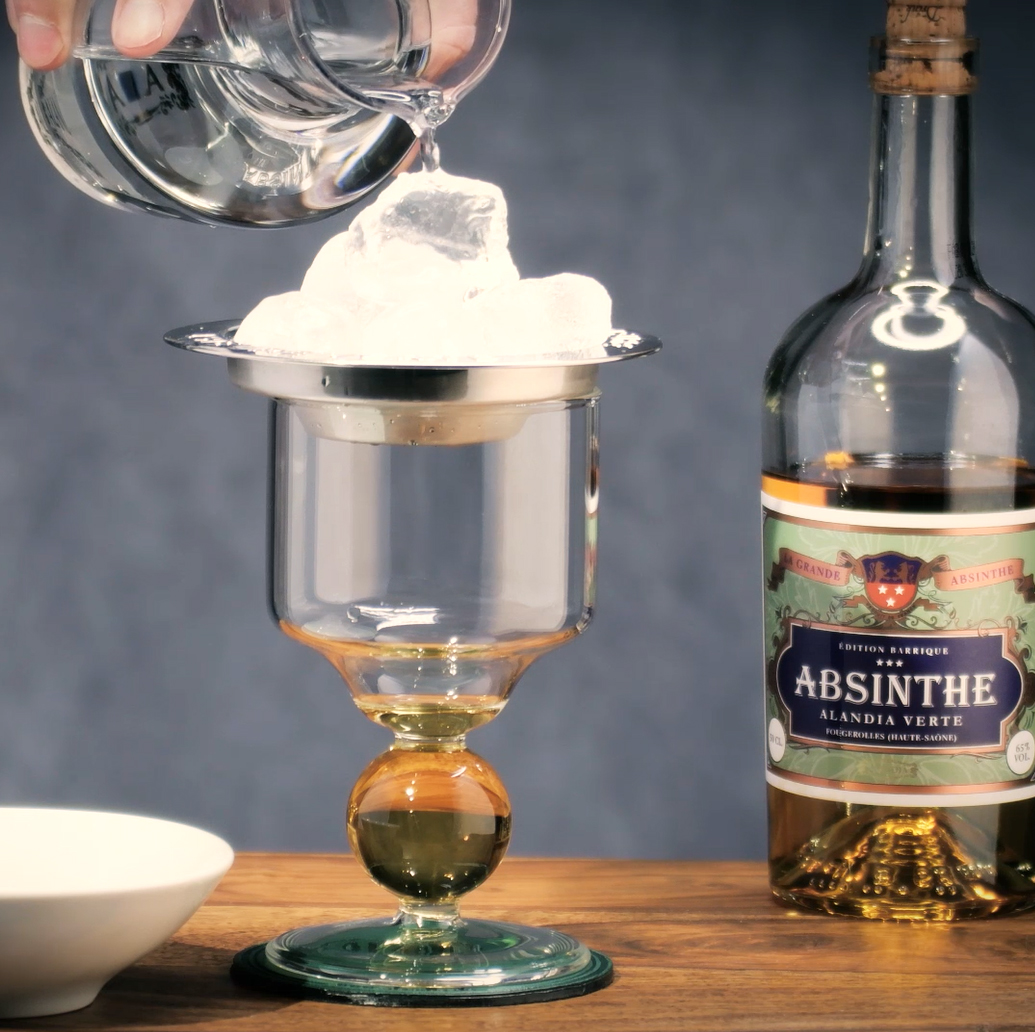
Zubereitung mit einem Brouille-Aufsatz
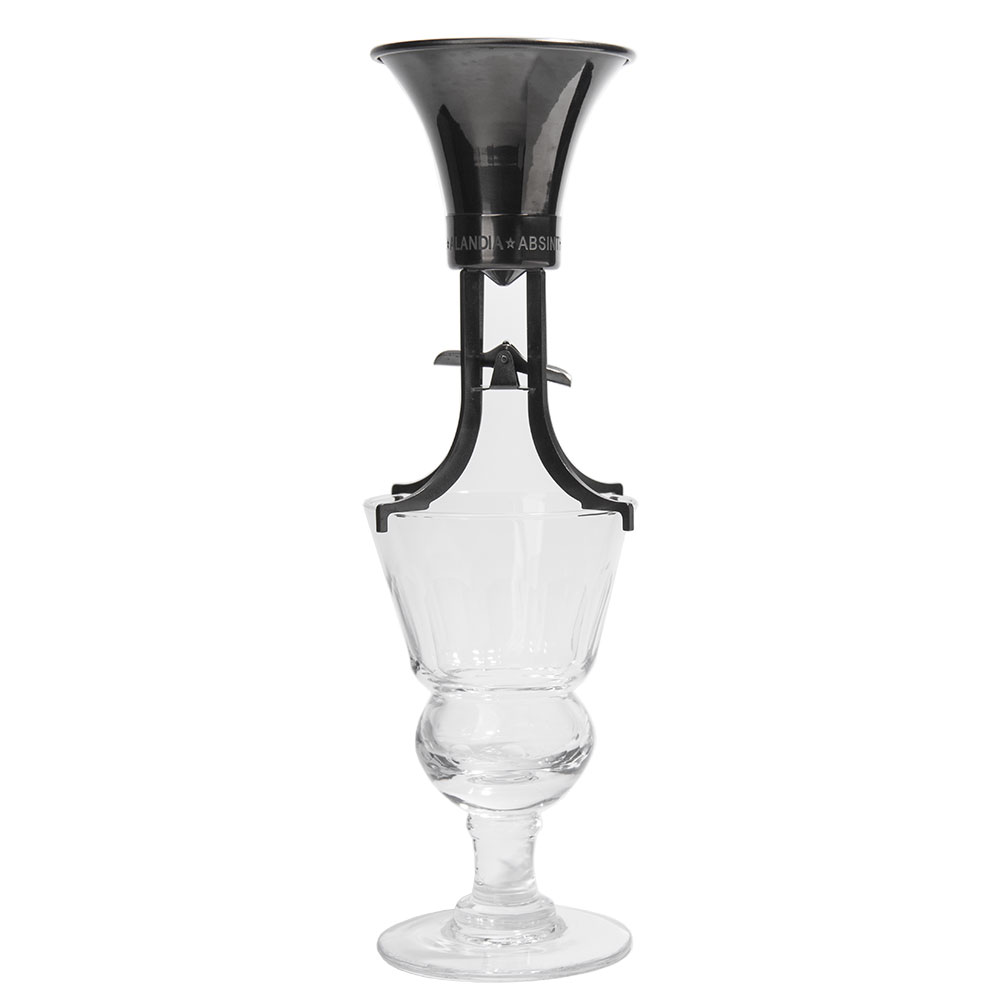
Absinth Brouilleur Auto Verseur